# 榎本屋吉兵衛
榎本屋 吉兵衛（えのもとや きちべえ、生没年不詳）は江戸時代の江戸地本問屋。

## 来歴
榎本氏。安永から天保期に紺屋町2丁目、後に大伝馬町3丁目、通旅篭町太右衛門店で営業している。北尾政演、北尾政美、鳥文斎栄之の挿絵による黄表紙、鳥高斎栄昌、喜多川歌麿、歌川豊国、歌川国貞らの錦絵を出版している。

## 作品
- 北尾政演 『通町御江戸鼻筋』 黄表紙 唐来山人作 天明6年（1786年）
- 北尾政美 『大江山鬼人退治』 中判 錦絵揃物 天明ころ
- 鳥文斎栄之 『芋世中』 黄表紙 内田新好作 寛政1年（1789年）
- 鳥高斎栄昌 『青楼美君道中』 間判 錦絵揃物 寛政6年頃
- 鳥高斎栄昌 『扇屋花扇他所行』
- 歌川豊国 『風流琴棋書画』 大判 錦絵揃物 寛政中期
- 喜多川歌麿 『美人十容』 間判 錦絵 寛政9年ころ
- 喜多川歌麿 『音曲比翼の番組』 間判 錦絵揃物 寛政末期
- 歌川国貞 『愛宕山夏景色』
- 歌川国貞 『浮世十六むさし』
- 歌川国貞 『吉原時計』